# آج
قناة آج هي قناة ترفيهية باكستانية تبث على مدار الساعة. بدأت بثها في عام 2005.‌ آج تعني بالعربية «اليوم».

## وصلات خارجية
- موقع قناة آج.